# Cryptostylis leptochila
Cryptostylis leptochila là một loài thực vật có hoa trong họ Lan. Loài này được F.Muell. ex Benth. mô tả khoa học đầu tiên năm 1873.